# 广仁寺
广仁寺，位于中国陕西省西安市莲湖区习武园教场旁，是一座藏传佛教格鲁派寺院，也是陕西省现存唯一一座仍为宗教活动场所的藏传佛教寺院。为汉族地区佛教全国重点寺院之一。

## 历史
广仁寺，为清康熙四十二年（1703年）康熙帝巡视西陲，御批在西安创建，1705年建成。该寺作为西藏、青海、甘肃等地少数民族藏传佛教的喇嘛、活佛进京途中的行宫、挂单处，现存寺中的《御制广仁寺碑》为康熙帝亲书。

## 建筑
寺院分为前、中、东三院。前院有前照壁、蒙汉文盘龙铁旗杆、木雕牌坊、钟楼、鼓楼、经堂；东院为班禅、达赖行宫。行宫建有带藏传佛教格鲁派特点的静修殿、卧宿殿、誦经佛堂。随同经师、喇嘛的案房、斋堂等殿宇及随用之车、驼等销重用房等。

## 宝藏
大般若波罗密多经，御制广仁寺碑、清代大理石莲花瓮、唐代石雕佛莲座、寺藏大藏经、十八罗汉照壁、万年灯、钉眼古柏，为广仁寺“八宝”。其藏有明正统五年（1440年）刊刻、清康熙四十五年（1706年）续刻的《大藏经》一部，为梵夹本，每十卷为一函，共677函，6770卷。寺内还珍藏一部藏文大藏经，为康熙三十九年所赐，属《甘珠尔》类，收入律、经、密咒三部分。

## 图集
- 山门
- 藏经阁
- 第一进，山门、影壁和碑亭
- 第一进，碑亭、放生池和天王殿
- 第一进全景
- 第二进，天王殿、灯亭和主殿
- 第二进，主殿和千佛殿
- 第三进，经堂
- 第三进，经堂
- 自西北向东南全景